# Йоан Христев
Протопоп Йоан Христев е български миниатюрист от XIX в.
Роден е в Кратово през XIX в. Негово дело е препис на пространното житие на Свети Гаврил Лесновски. През 1862 г. баща му отнася оригинала на житието в Сърбия.